# Souleymane Wane
Souleymane Wane (Dakar, 28 gennaio 1976) è un ex cestista senegalese, professionista in Europa e in Asia.

## Carriera
Con il Senegal ha disputato due edizioni dei Campionati africani (1999, 2005).

## Palmarès
- Campione NCAA (1999)